# 科南 (安省)
科南（法語：Conand，法語發音：[kɔnɑ̃]）是法国东部安省的一个市镇，属于贝莱区。

## 地理
科南（45°53'33"N, 5°28'16"E）面积15.28 平方千米，位于法国奥弗涅-罗讷-阿尔卑斯大区安省，该省份为法国东部省份，北起汝拉省，西北接索恩-卢瓦尔省，西接罗讷省和里昂大都会，南至伊泽尔省，东与萨瓦省、上萨瓦省和瑞士接壤。
与科南接壤的市镇（或旧市镇、城区）包括：阿朗达斯、贝农斯、克莱济约、奥尔多纳兹、比热地区圣朗贝尔、苏克兰。

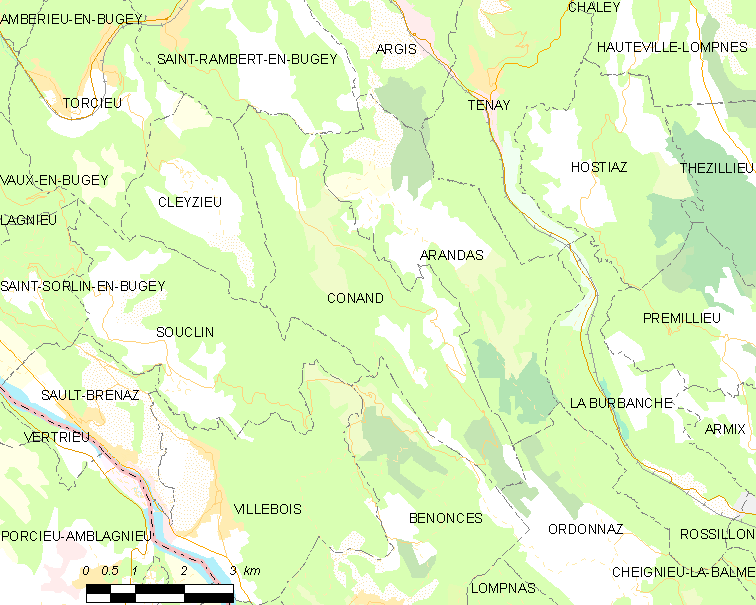
的OSM定位图

科南的时区为UTC+01:00、UTC+02:00（夏令时）。

## 行政
科南的邮政编码为01230，INSEE市镇编码为01111。

## 政治
科南所属的省级选区为昂贝略昂比热县。

## 人口

1962-2008年间人口变化图示

科南于2022年1月1日时的人口数量为136人。